# Cymodoce ornata
Cymodoce ornata is een pissebed uit de familie Sphaeromatidae. De wetenschappelijke naam van de soort is voor het eerst geldig gepubliceerd in 1906 door Richardson.